# Євстюніха
Євстю́ніха (рос. Евстюниха) — селище у складі Нижньотагільського міського округу Свердловської області.
Населення — 106 осіб (2010, 186 у 2002).
Національний склад станом на 2002 рік: росіяни — 100 %.